# Adanech Admassu
Adanech Admassu (nascida em 30 de maio de 1977) é uma cineasta etíope. Os eixos centrais do seu trabalho são a cooperação com programas de ONG na Etiópia e a abordagem de problemas de saúde pública e de direitos humanos na Etiópia e em toda a África, com foco em histórias de meninas e mulheres. Com a rede de televisão Gem TV, ela produziu diversos filmes sobre o cotidiano das comunidades.

## Biografia

### Vida pregressa
Adanech Admussu nasceu e foi criada na comunidade Mercato em Adis Abeba, como a filha mais velha de uma família cristã. Seu pai deixou a família durante sua infância. Aos 16 anos, ela deixou a escola. Admussu cuidou dos irmãos enquanto a mãe estava doente e mais tarde começou a vender salgadinhos nas ruas de Mercato para ganhar o salário da família.

### Cineasta
Em 1997 ingressou em um programa de treinamento na Gem TV, uma das primeiras escolas de cinema da Etiópia. Esse programa levou crianças de meios desfavorecidos para treiná-las para se tornarem cineastas. Foi onde ela teve contato com o cinema e teve a chance de ter sua própria voz. Admussu também teve oportunidades de estudos adicionais durante o treinamento. Ela ficou na Gem TV com alguns outros ex-alunos.
Em 2002 dirigiu seu primeiro documentário, Stolen Childhood, que aborda a questão do casamento de menores na Etiópia, contando a história real de uma menina forçada a se casar. O filme lhe rendeu alguns prêmios na Etiópia e em todo o mundo. A partir de então, dirigiu ou foi assistente de direção de documentários e filmes relacionados à justiça social e ao bem-estar social, muitas vezes em cooperação com ONGs ou campanhas internacionais. O seu foco expandiu-se da Etiópia para outros países africanos.
Em 2014, Admussu foi selecionada para participar do Festival de Cannes através do programa From Addis To Cannes, juntamente com outros quatro cineastas etíopes, para ter acesso a mais recursos cinematográficos. Ela foi a primeira de diversas cineastas mulheres na Etiópia que teve esta oportunidade.

## Filmografia

### Documentários e dramas documentais
- Stolen Childhood (2002)
- Pillar of the House (2004)
- Reaching the Unreachable (2006)[1]

### Filmes
- Exploring Employment Potential through Road Works – The ILO experience (2005)[1]
- Calling the Stars[9]

## Prêmios e reconhecimento
Em 2008, seu filme Stolen Childhood ganhou o Prêmio de Direitos e Justiça no 2º Festival Internacional de Cinema de Addis e em 2012 ela recebeu o 24º prêmio ONE WORLD MEDIA em nome da Gem TV por este filme.
Em 2018, seu curta-metragem Calling the Stars foi uma seleção oficial de curtas-metragens do 23º Festival Internacional de Cinema de Zanzibar.